# Politique macroprudentielle
La politique macroprudentielle (ou simplement le macroprudentiel) est l'ensemble des outils et méthodes qui permettent aux États de surveiller et corriger les risques systémiques du secteur bancaire, de la finance de l'ombre, et plus largement des marchés financiers. La politique macroprudentielle fonctionne de concert avec la microprudentielle.
L'autorité chargée de la surveillance de ces secteurs peut mettre sous surveillance active une institution dont la faillite provoquerait des tensions fortes sur le fonctionnement régulier du secteur financier, ainsi qu'imposer des règles prudentielles spécifiques dans la conduite des affaires de l'institution financière visée.

## Concept
La politique macroprudentielle est une politique par laquelle une autorité publique est chargée de la surveillance des institutions financières dont la faillite provoquerait des tensions importantes sur l'ensemble du secteur financier. Elle complémente la politique microprudentielle, chargée de surveiller les entités prises individuellement. Cette politique est en général menée par la banque centrale, et vise à réduire le risque d'une crise financière provoquée par l'effondrement d'une entité financière.
La raison d'être de la politique macroprudentielle tient à la reconnaissance de ce que l'instabilité financière et les tensions sur les marchés financiers ont des effets néfastes sur la croissance économique et sur le bien-être des populations, d'autant que des crises économiques peuvent être provoquées par ces instabilités. Une telle politique agit au niveau macro, c'est-à-dire qu'elle prend en compte le rôle de l'institution dans un cadre global de système financier, là où la politique microprudentielle s'intéresse aux entités prises individuellement. Par conséquent, la politique macroprudentielle permet d'éviter, notamment, les risques de contagion financière, surtout par le canal bancaire (contagion bancaire). Elle vise à assurer une résilience meilleure à l'économie en même temps que sa solidité.
La politique macroprudentielle postule que les institutions financières ne disposent souvent pas d'une vision de long terme suffisante pour anticiper que leur activité, qui a tendance à s'emballer en temps de croissance forte avec une multiplication des comportements à risque, peut subir un brutal retournement lorsque la conjoncture économique se tournera. Ainsi, une surveillance macroprudentielle est nécessaire afin de corriger les déséquilibres générés par le cycle financier, les crises financières et les risques financiers.
La politique macroprudentielle a été assimilée par Carmen Reinhart (2012) à une forme nouvelle de répression financière.

## Instruments

### Coussins de capitaux contracycliques
Des exigences en matière de capitaux variant de manière contra-cyclique.

### Ratios de service de la dette
Les autorités macroprudentielles peuvent mettre en place des exigences spécifiques dans les conditions d'octroi de crédit. Par exemple, elles peuvent interdire à la banque de prêter à des agents économiques dont le service de la dette (le coût mensuel du remboursement du principal et des intérêts) serait supérieur à un certain pourcentage de leurs revenus.

### Freins à l'octroi du crédit
Les autorités peuvent imposer des limitations de croissance des actifs des banques.

### Tests de résistance
Les autorités peuvent imposer des tests de résistance qui prennent en compte les autres institutions financières au niveau macroéconomique.

## Histoire

### Création
Le terme est utilisé dès 1979 de manière informelle par la Banque d'Angleterre. Il se répand dans les années 2000.

### Crise financière mondiale de 2007-2008
La crise économique mondiale des années 2008 et suivantes incitent à la mise en place de politique macroprudentielle. Les accords de Bâle III introduisent un volet macroprudentiel à la régulation bancaire. Le Fonds monétaire international propose en 2014 des lignes directrices à l'attention des autorités de surveillance prudentielle pour mettre en place des outils macroprudentiels,.

### Crise de la Covid-19
Après la crise économique liée à la pandémie de Covid-19, plusieurs régulateurs décident d'activer ou de réactiver des mesures macroprudentielles. L'Autriche, par exemple, en août 2022, a plafonné à 90 % le rapport prêt-valeur des prêts, et a fixé un plafond de 35 années pour la maturité des crédits immobiliers. En septembre 2022, la Suisse réactive l'exigence de coussins de capitaux contracycliques sectoriel pour les banques : lorsqu'elles octroient des crédits immobiliers, elles doivent stocker un pourcentage de leur prêt dans leurs réserves afin de puiser dedans en cas de retournement conjoncturel.

## Débats et critiques

### Contraction de l'offre de crédit
En 2014, Viven Levy-Garboua et Gérard Maarek émettent une critique de long terme au sujet de la politique macroprudentielle : l'imposition de nouvelles normes restrictives pour les banques risque de conduire à un renchérissement du coût du crédit, et donc à une contraction de l'offre de crédit.
Dans un article de 2019 appelé « The costs of macroprudential policy », des économistes estiment qu'une contraction de l'offre de crédit est possible lorsque les ratios macroprudentiels sont resserrés. Selon leurs calculs, une baisse de 10 points de pourcentage du rapport prêt-valeur maximal autorisé mènerait à une réduction de 1,1 % de la production. Ainsi, une hausse de 10 points de pourcentage serait comparable à une hausse des taux directeurs d'environ 25 points de base (0,25 %).

### Fuite vers le secteur financier non régulé
Des chercheurs soutiennent, en 2014, que comme la régulation macroprudentielle touche avant tout le secteur bancaire, une hausse des normes imposées à ce secteur conduit à ce que le secteur financier non régulé, à savoir le shadow banking, grignote des parts de marché aux banques et se substituent en partie à elles dans l'octroi de prêts.

### Approvisionnement en collatéraux
Levy-Garboua et Maarek soutiennent que le macroprudentiel, en faisant augmenter les exigences en termes de collatéraux pour protéger les banques d'elles-mêmes, poussent à la hausse la demande de collatéraux de haute qualité sur les marchés. Cela pose la question de l'approvisionnement en titres financiers sûrs, et de la confiance entre les agents financiers.

### Effet sur les inégalités
La politique macroprudentielle a des effets discutés sur les inégalités. Le consensus parmi les chercheurs est qu'elle a souvent des effets inégalitaires.
Une étude de 2020 sur l'effet de la mise en œuvre d'un plafond au rapport prêt-revenu des ménages britanniques en 2014 conclut que les ménages pauvres ont été les plus touchés par la baisse de l'octroi de crédit par les banques. Une autre étude de 2020 sur des plafonds de rapport prêt-valeur et rapport prêt-revenu en Irlande en 2015 montre également une réallocation des prêts disponibles des ménages pauvres aux ménages riches.